# Schwarzgrannenkaninchen

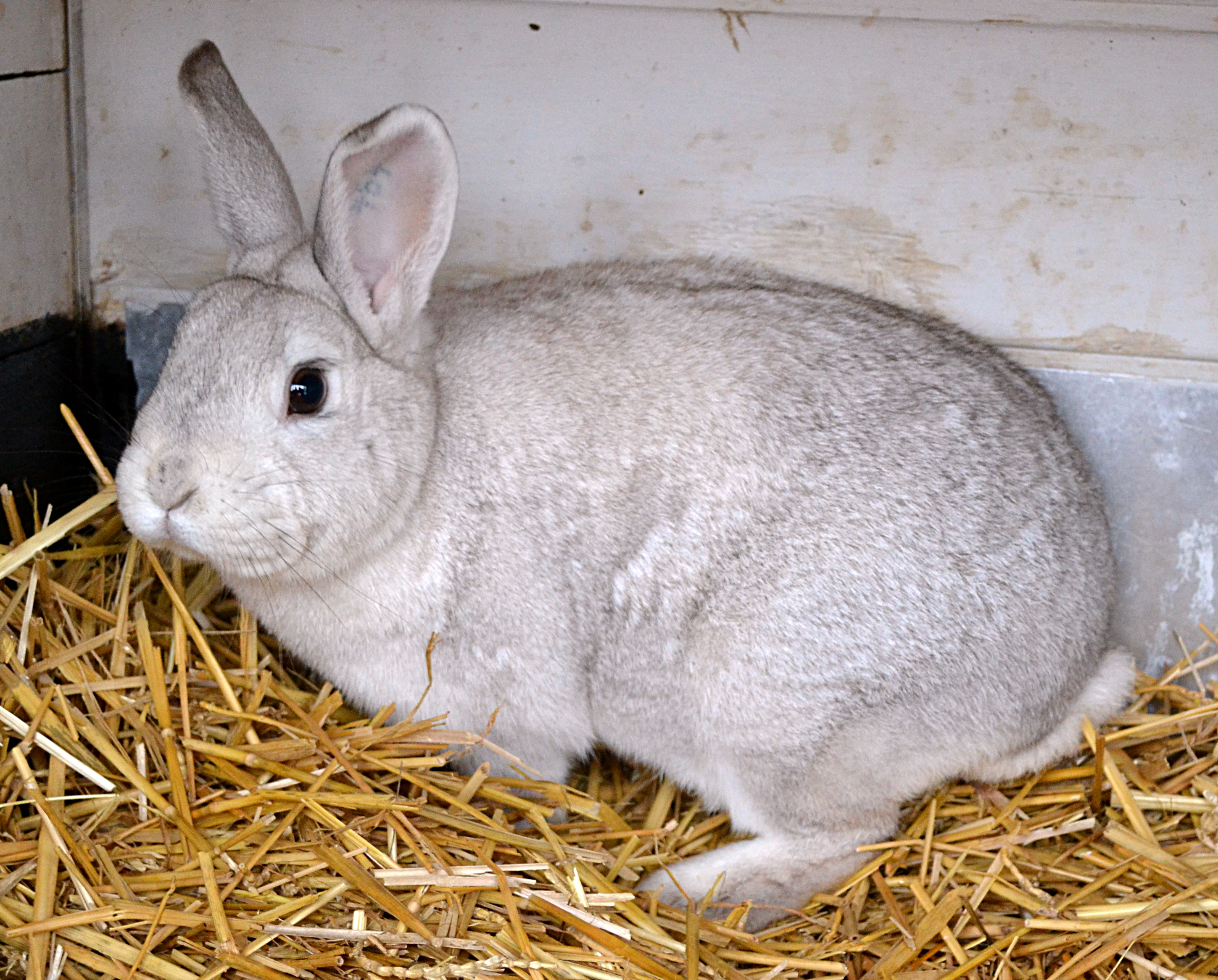
Schwarzgrannenkaninchen im Stall

Das Schwarzgrannenkaninchen ist eine kleine (2,50 bis 3,25 kg) Kaninchenrasse.

## Aussehen
Das Schwarzgrannenkaninchen ist ein weißes Kaninchen mit braunen Augen, über dessen Fell ein rußartiger schwarzer Schleier liegt, der durch schwarzgespitzte Grannenhaare bewirkt wird. Lediglich an den sogenannten Wildfarbigkeitsabzeichen (Bauch, Blumenunterseite, Innenseite der Läufe, Kinnbackeneinfassung der Läufe und Augenringe) fehlt die schwarze Begrannung. Genetisch handelt es sich um ein gelbwildfarbiges Kaninchen, bei dem die Ausbildung der gelben Farbe durch die gleichzeitige Wirkung des Chinchillafaktors unterdrückt wird. Die Erbformel der Rasse kann mit achibCDG (Deutsche Symbolik) bzw. ABcch2De (Englische Symbolik) angegeben werden.

## Geschichte der Rasse
Die Möglichkeit, durch Kombination gelbwildfarbiger Kaninchen mit dem Chinchillafaktor ein weißes Kaninchen mit braunen Augen zu züchten (gegenüber roten Augen bei Albinos und blauen Augen bei leuzistischen Tieren) wurde erstmals 1936 von Hans Nachtsheim erwähnt (zitiert nach Franke und Fingerland). Unklar ist, ob Nachtsheim solche Tiere selbst züchtete. Hochstrasser nimmt dies allerdings an, er zitiert dazu eine Arbeit von M. Wischer von 1928, in der solche Tiere, die offenbar aus dem Dahlmer Zuchtprogramm stammen, unter der Bezeichnung „Gelbchinchilla“ abgebildet sind.
Niehaus führte entsprechende Zuchtversuche Anfang der 1960er Jahre in Celle mit Roten Neuseeländern und Großchinchilla durch. Überraschenderweise fand er, dass nicht, wie nach Nachtsheims Angaben zu erwarten war, reinweiße braunäugige Tiere resultierten, sondern ein rußartiger Schleier vorhanden war. Offenbar ist auch beim Roten Neuseeländer eine solche dunkle Begrannung vorhanden, fällt aber im roten Fell nicht auf. Niehaus berichtete 1968 von diesen Experimenten (zitiert nach Franke und Fingerland). Auf Grundlage dieses Berichtes rief Fingerland in der Tschechoslowakei dazu auf, eine solche Rasse, allerdings im Größenrahmen des Kleinchinchilla, zu entwickeln. Unter Führung von Franticek Provaznik aus Holice wurden in der Tschechoslowakei unter Verwendung von Kleinchinchilla und gelben Kleinsilbern diese Rasse gezüchtet. Bereits in der F2-Generation wurde entsprechende Tiere erhalten. 1976 wurde die Rasse in der Tschechoslowakei anerkannt. Nach Angaben von Franke wurden bei parallelen Versuchen in der DDR Kleinchinchilla und Sachsengold verwendet, was genetisch der Celler Kombination von Großchinchilla und Roten Neuseeländern entspricht. Mit den Bewertungsbestimmungen für Rassekaninchen in sozialistischen Ländern erfolgte 1980 (nach Fingerland 1983) die Anerkennung in der DDR. 1991 wurden die Schwarzgrannen in den deutschen Einheitsstandard und 1995 in den Europastandard übernommen.

## Ähnliche Rassen

### Mährische weiße braunäugige Kaninchen
In Tschechien existiert als mittelgroße Rasse (3,3 bis 3,8 kg) das Mährische weiße braunäugige Kaninchen, das nach Fingerland ab 1972 von 9 Züchtern aus Otaslavice in Mähren entwickelt wurde, die sich ursprünglich an dem oben beschriebenen Zuchtversuch der Schwarzgrannen beteiligen wollten und ebenfalls Kleinsilber gelb und Kleinchinchilla verwendeten. Auch diese Züchter erhielten bereits in der F2-Generation weiße Kaninchen mit rußigem Anflug. Bereits in den Celler Experimenten war festgestellt worden, dass es individuelle Unterschiede der Tiere in der Ausprägung der schwarzen Begrannung gibt. Fingerland leitete daraus die Möglichkeit ab, durch Selektion zu einer Verdrängung der schwarzen Grannen und damit zu einem weißen Kaninchen mit braunen Augen zu gelangen. Die erwähnten Züchter aus Otaslavice begannen 1974 mit dieser Selektion und konnten kurz darauf solche Tiere als Neuzüchtung zeigen. 1984 wurde die Rasse in der Tschechoslowakei anerkannt.

### Weiße Klausenburger Kaninchen
Ein dem Mährischen Weißen sehr ähnliche Rasse existierte in den 1960er bis 1980er Jahren in Rumänien, wo sie von Laszlo Kiss aus Klausenburg gezüchtet und erstmals 1968 auf einer Ausstellung gezeigt wurden. Die Abstammung dieser Rasse ist nach den Angaben von Hochstrasser unbekannt, sie sollen in Würfen chinchillafarbiger Tiere aufgetaucht sein. Der angestrebte Größenrahmen lag bei etwa 5 kg. Ob die Rasse noch existiert, ist unklar.

### Sallander
Das Sallander ist eine niederländische Rasse, die von D.J. Kuiper aus der Gegend Salland gezüchtet wurde. Genetisch handelt es sich um eine Kombination des Thüringers mit dem Chinchillafaktor. Die Erbformel lautet:

achibCDg (Deutsche Symbolik) bzw. aBcch2De (Englische Symbolik).
Sallander sind weiße Tiere (der niederländische Standard spricht von „gebrochen weiß“), die schwarzen Grannen bilden hier die typischen Abzeichen des Thüringers. Sallander sind mit 3,5 bis 3,9 kg deutlich größer als die Schwarzgrannen.